# Pete Walker (baseball)
Pour les articles homonymes, voir Pete Walker et Walker.
Peter Brian Walker (né le 8 avril 1969 à Beverly, Massachusetts, États-Unis) est un ancien lanceur droitier de baseball devenu instructeur. 
Il évolue dans la Ligue majeure de baseball durant 8 saisons, débutant en 1995 et jouant son dernier match en 2006. Il est en novembre 2012 nommé instructeur des lanceurs des Blue Jays de Toronto.

## Carrière

### Joueur
Joueur des Huskies de l'université du Connecticut, Pete Walker est choisi par les Mets de New York au 7e tour de sélection du repêchage de 1990. Il fait ses débuts dans le baseball majeur avec les Mets le 7 juin 1995, jouant 13 matchs avec le club cette année-là. Transféré aux Padres de San Diego, il ne joue qu'un seul match pour cette équipe en 1996. Après un retour en ligues mineures qui dure quelques années, il revient dans les majeures pour trois matchs avec les Rockies du Colorado en 2000, puis deux en 2001 et un en 2002 pour son ancienne équipe, les Mets de New York. Réclamé au ballottage par les Blue Jays de Toronto en mai 2002, c'est avec cette équipe que Walker joue le plus de matchs dans les majeures : il y fait 124 de ses 144 présences en carrière lors des saisons 2002, 2003, 2005 et 2006. Ses années chez les Blue Jays sont coupées par une saison au Japon, avec les Yokohama BayStars de la Ligue du Pacifique. Son dernier match avec Toronto est disputé le 7 juillet 2006.
En 144 parties dans les majeures, la majorité comme lanceur de relève et 31 comme lanceur partant, Pete Walker a remporté 20 victoires contre 14 défaites et réussi 4 sauvetages et 191 retraits sur des prises en 339 manches et un tiers lancées. Sa moyenne de points mérités en carrière se chiffre à 4,48. 

### Entraîneur
En 2011, Pete Walker est dans les ligues mineures l'instructeur des lanceurs des Fisher Cats du New Hampshire, le club-école de niveau Double-A des Blue Jays. En 2012, il est l'instructeur des lanceurs de relève des Blue Jays de Toronto. En novembre 2012, Pete Walker est nommé instructeur des lanceurs des Blue Jays.